# Voirie de Montfaucon

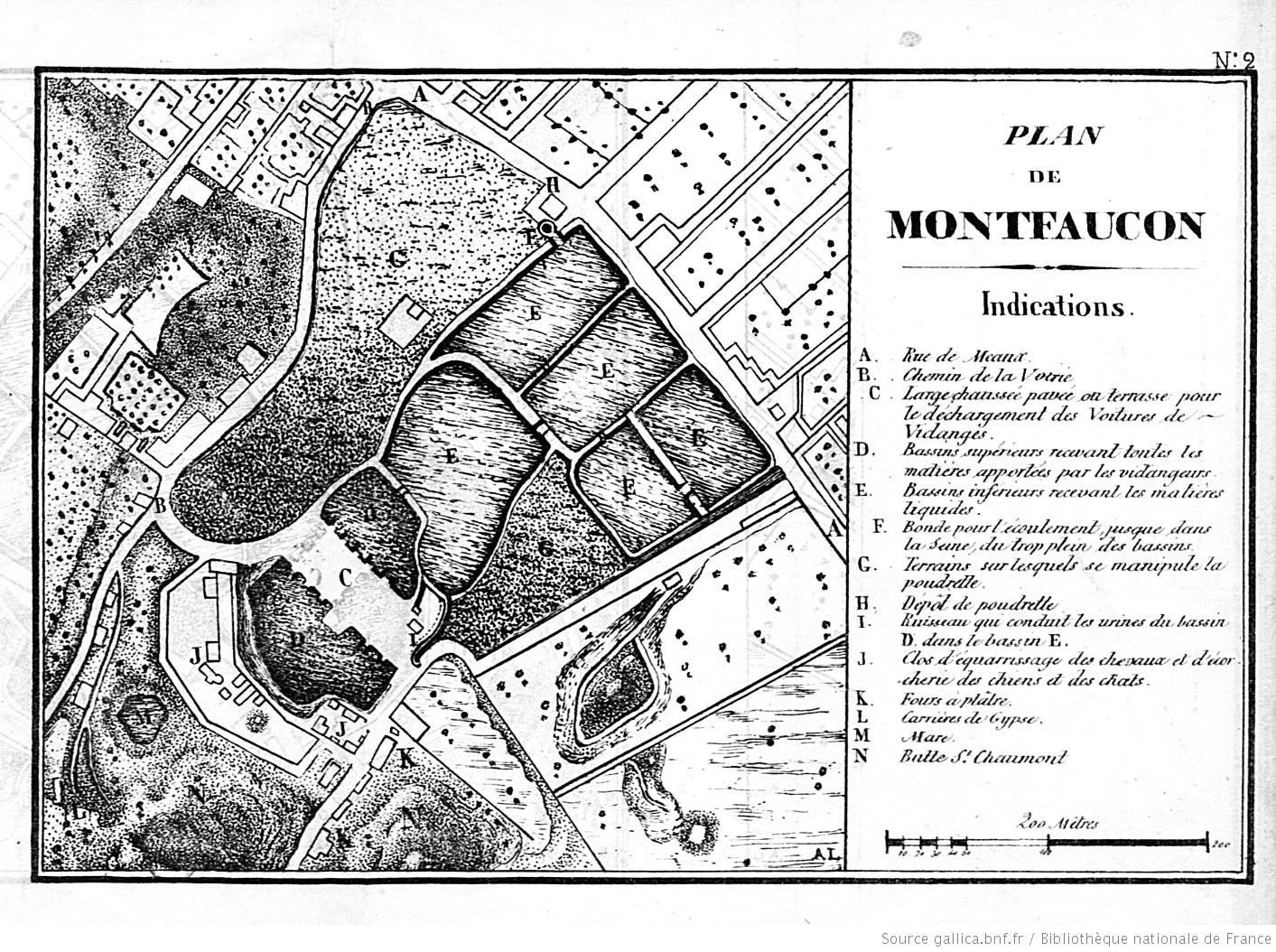
Plan de la voirie de Montfaucon près de Paris (France) avant 1840.

## Historique

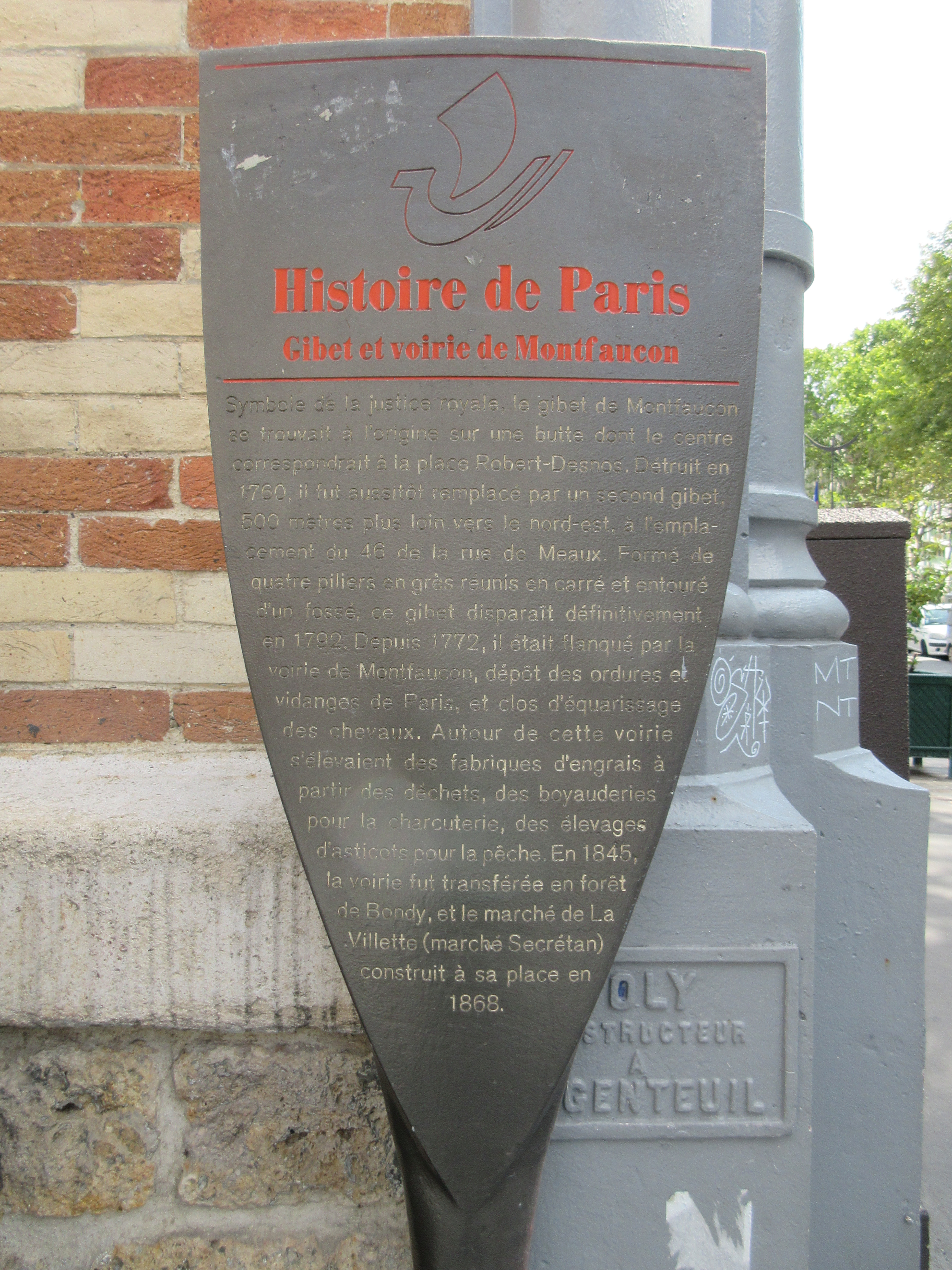
Panneau Histoire de Paris « Gibet et voirie de Montfaucon ».

La voirie de Montfaucon était située à l'emplacement de l'actuelle place du Colonel-Fabien à proximité du premier gibet de Montfaucon qui se dressait sur une butte correspondant approximativement à la place Robert-Desnos.
Après la disparition du gibet vers 1760, la voirie de Montfaucon fut désignée comme principale décharge de la ville et éloignée à 300 mètres au nord-est de son ancien site au pied des Buttes-Chaumont, à cette époque carrières et exploitation de plâtre, dans un quadrilatère situé approximativement entre les actuelles rue de Meaux, avenue Secrétan, rue Édouard-Pailleron et avenue de Laumière.
En 1781, après la suppression des autres voiries, elle fut désignée unique décharge de la capitale.
Cette voirie est une fosse géante, destinée à recevoir le contenu des fosses d'aisance de Paris avant que les excréments ne soient transformés en un engrais agricole nommé « poudrette » et a également servi de clos d'équarrissage où les chevaux étaient abattus et leurs cadavres enfouis. Le lieu de l'équarrissage était situé à 36 mètres au-dessus du niveau de la Seine et 46 mètres au-dessous du sommet de la Butte-Chaumont.
Le souvenir de la voirie de Montfaucon sera rappelé dans le « Cours d'hygiène fait à la faculté de médecine de Paris » de Louis Fleury paru en 1852 :

« L'ancienne voirie de Montfaucon réunissait à des bassins énormes, ayant 32 800 mètres de superficie, et à 12 arpents de terrain destinés à recevoir toutes les matières fécales fournies par la vidange de Paris et s'élevant de 230 à 244 mètres cubes par jour, des clos d'équarrissage recevant par an environ 12 000 chevaux et 25 à 30 000 petits animaux, tels que chiens, chats, etc. Vous comprendrez aisément les émanations qui devaient s'élever d'un pareil cloaque, et qui, malgré la position élevée de la voirie (36 mètres au-dessus des eaux de la Seine), s'étendaient souvent à 2 000, 4 000 et même 8 000 mètres. »

La voirie fut fermée en 1849 et son site urbanisé à la fin XIXe siècle.

## Les équarrisseurs
L'équarrissage consiste à abattre des animaux que l'on considère comme impropres à la consommation. Au XIXe siècle il s'agit principalement du cheval, moyen de transport et animal domestique apprécié des Parisiens.
L'équarrisseur Dusaussois est le plus important de cette voirie, au début du XIXe siècle et possède l'établissement le mieux aménagé. On estime le nombre de chevaux abattus par an à Montfaucon à près de 13 000, soit environ 35 par jour.

## Produits de l'équarrissage
On en retire le crin des chevaux, quand c'est possible, les chevaux emmenés à l'équarrissage étant souvent déjà tondus, ou trop malades pour avoir du crin.
La peau est envoyée aux tanneurs de Paris, établis le long de la Bièvre, alors encore à ciel ouvert.
Les intestins et autres abats servaient comme engrais.
La chair des chevaux était considérée comme impropre à la consommation, officiellement elle servait aux animaux, en particulier ceux du Jardin des Plantes. Elle était revendue dans les bas quartiers de Paris et servie aux pauvres gens qui ne faisaient pas la fine bouche devant cette viande interdite. Les ouvriers équarrisseurs eux-mêmes étaient payés en partie en viande de cheval et ne s'en portaient pas plus mal, puisque leur population a même résisté beaucoup mieux au choléra que les autres personnes pendant les épidémies parisiennes et vivaient facilement jusqu'à 70 ans.[réf. souhaitée]
Les asticots pour les pêcheurs étaient alors produits par l'exposition des restes des chevaux, laissés à l'abandon afin que les mouches s'en servent pour produire leurs œufs. Les asticots ainsi produits étaient vendus aux pêcheurs et aux producteurs de volailles.

## L'environnement
La production d'asticots attirant les mouches, les mouches, elles, attiraient les hirondelles qui tournoyaient en permanence au-dessus de la voirie. En automne, les chasseurs venaient tirer sur la nuée d'hirondelles.
La voirie attirait aussi les rats en très grand nombre au point que les équarrisseurs devaient régulièrement organiser des massacres à l'aide de pièges. Mais cela ne suffisait pas et les rats proliféraient dans les quartiers alentour et faisaient souvent s'écrouler les maisons.
À côté des équarrisseurs venaient se jeter les matières fécales de Paris, mais l'odeur n'était pas pire que celle de l'équarrissage. Ces odeurs se répandaient surtout, du fait des vents, vers l'est, en direction de Pantin et Romainville, Belleville. Quand le vent soufflait du Nord, tout Paris en était incommodé.

## La fin de Montfaucon
Déjà le 11 nivôse de l'an XIII, le préfet de la Seine, s'inquiétant de la présence de la voirie de Montfaucon au sein de la ville de Paris, avait fait un appel d'offres pour un déplacement de Montfaucon.
Ce n'est qu'en 1817 qu'une ordonnance fut publiée afin d'ouvrir une nouvelle voirie en forêt de Bondy. Et il fallut attendre 1849 pour que Montfaucon soit fermé.

## La voirie de Montfaucon dans la littérature
- Théophile Gautier, "Montfaucon", La Presse, 9 juin 1838.
- Eugène Sue, Les Mystères de Paris, 1842-1843.
- André Hardellet, Les chasseurs, 1966.